# Maschera di separazione

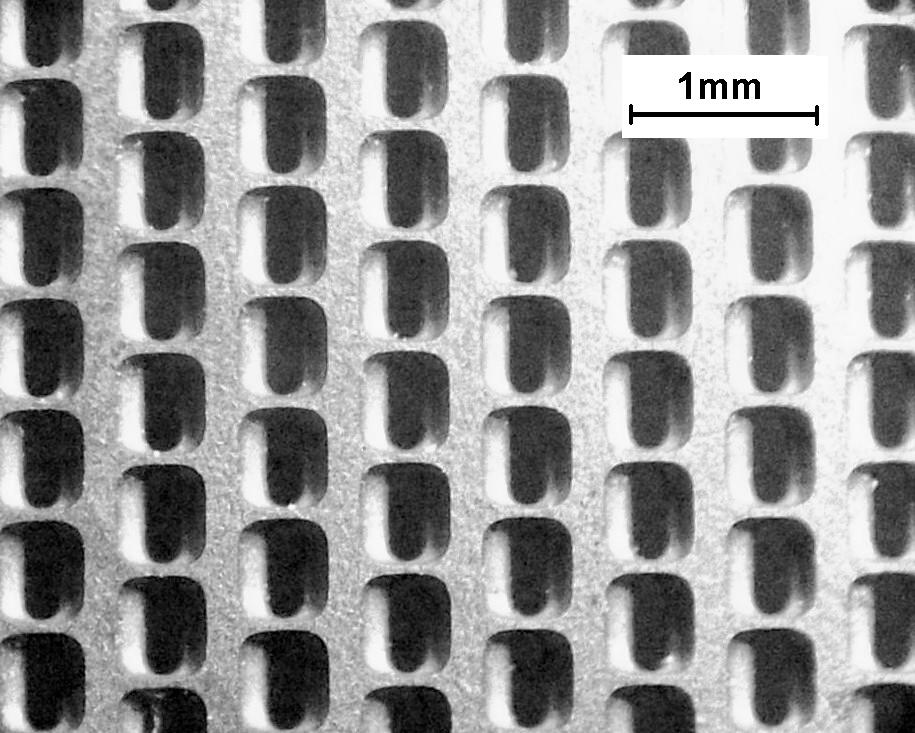
Una maschera di separazione vista da vicino (tipo Cromaclear)

La maschera di separazione è una griglia utilizzata in alcuni schermi a tubo catodico ed interposta prima dei fosfori dello schermo, in modo da poter delineare con maggiore precisione i diversi fosfori ed evitare l'illuminazione di un fosforo sbagliato.

## Tecnologie
Esistono tre principali tecnologie:

### Shadow mask

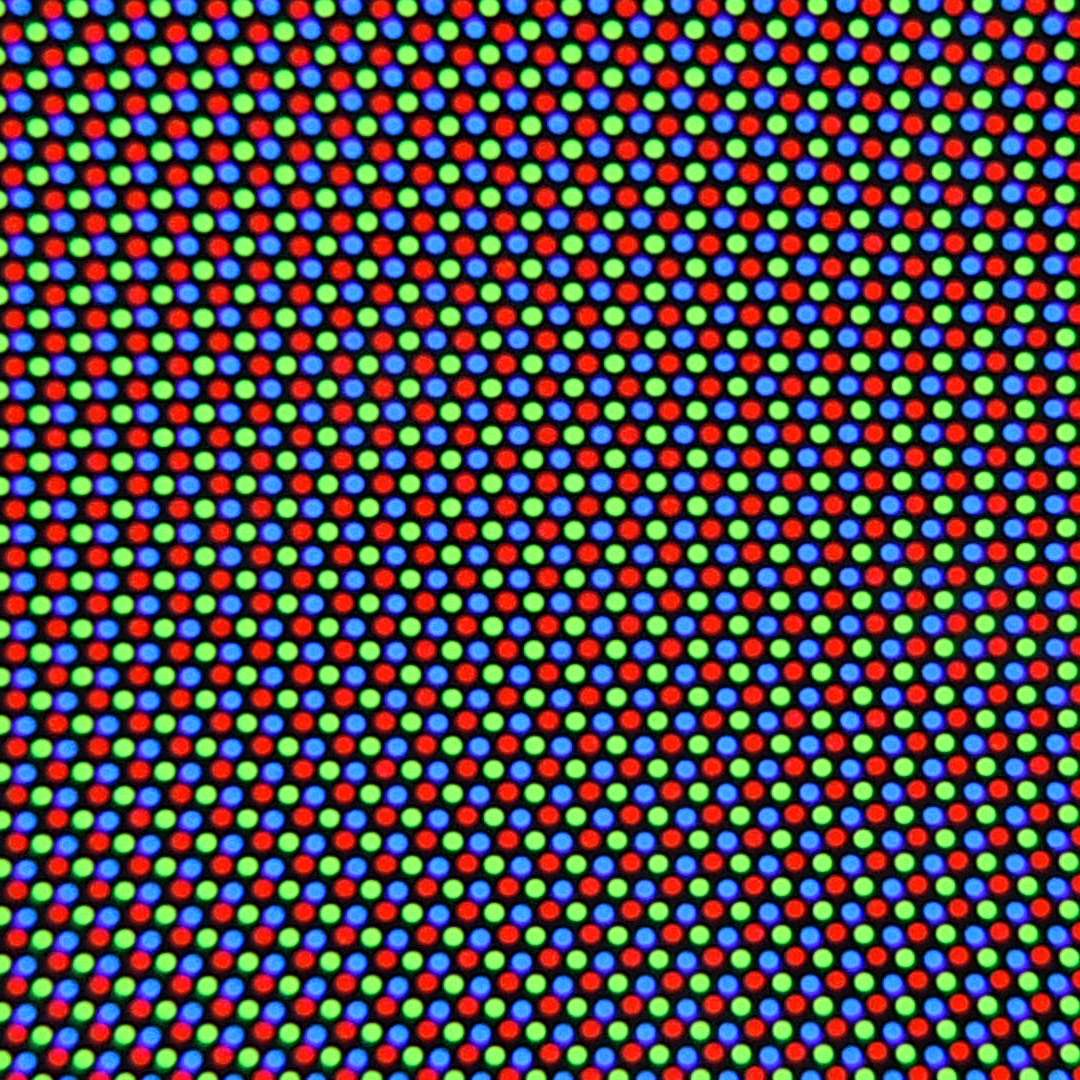
Shadow mask

Questa tecnologia, inventata verso la fine degli anni '30, è caratterizzata dall'uso di una griglia con fori circolari o quadrati, disposti in modo equidistante dagli altri colori, quindi un fosforo rosso non sarà mai adiacente ad un secondo fosforo rosso, ecc, per via della sua caratteristica nella disposizione dei fosfori, permette la maggiore densità di pixel e precisione nell'illuminazione dello stesso (si riduce la possibilità d'illuminare un fosforo sbagliato).

### Aperture grille

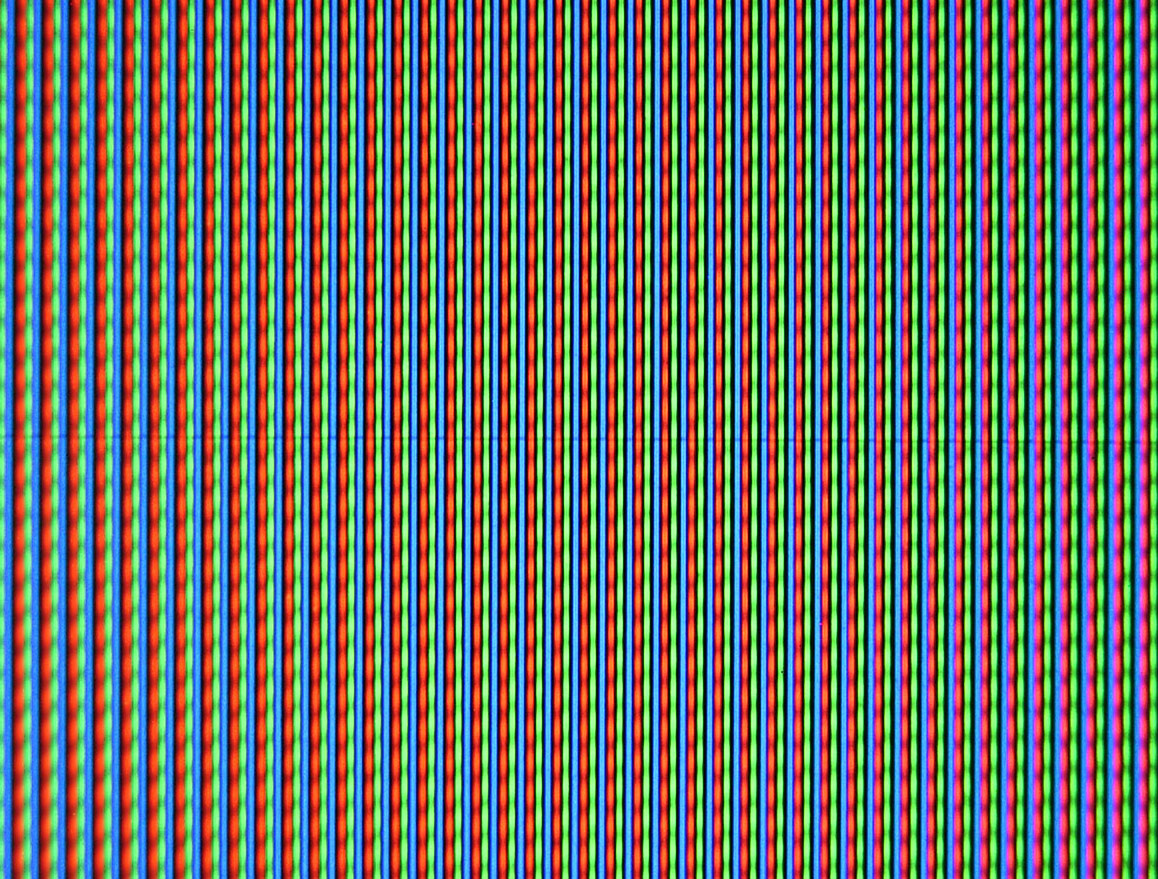
Aperture grille

Aperture grille (griglia verticale) è caratterizzata dalla presenza di una griglia di sottili fili verticali interposta tra i cannoni elettronici e i fosfori dello schermo. I singoli rettangoli di colore primari sono disposti su file continue verticali, con distanze minime, generando immagini dai colori più brillanti degli schermi con tecnologia shadow mask.
Gli schermi aperture grille hanno una curvatura solamente in senso orizzontale (come una sezione di cilindro), a differenza degli shadow mask che sono caratterizzati da una curvatura sferica. Questa caratteristica permette di sviluppare schermi flat, cioè 'piatti', annullando anche la curvatura orizzontale.
La tecnologia aperture grille è stata sviluppata dalla Sony negli anni sessanta ed introdotta per la prima volta negli schermi Trinitron. Successivamente, allo scadere del brevetto, è stata adottata anche da altre marche, come la Mitsubishi con la sua linea di schermi DiamondTron (riprendendo il suffisso -tron dei Trinitron).

### Cromaclear

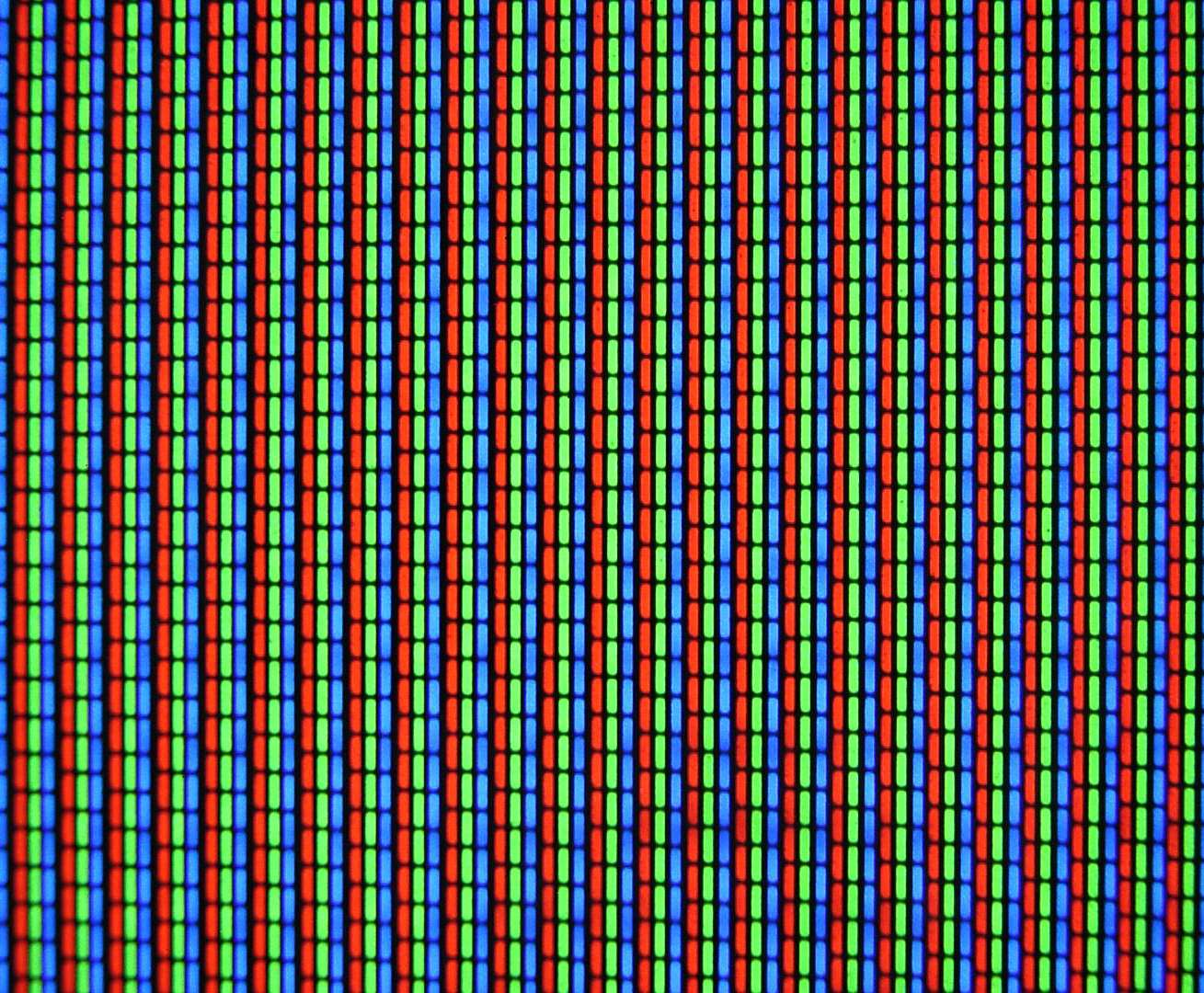
Cromaclear

Questa tecnologia, inventata da NEC verso gli anni '90, unisce i vantaggi della tecnica Shadow mask e Aperture grille, in particolar modo la maggiore omogeneità luminosa dell'immagine.